# Station Pyle
Pyle is een spoorwegstation van National Rail in Bridgend in Wales. Het station is eigendom van Network Rail en wordt beheerd door Transport for Wales.